# 梁国公
梁国公是中国古代的一项爵位。获封过梁国公的人包括：
北周
- 侯莫陈崇
  - 侯莫陈芮，袭

隋朝
- 侯莫陈芮
- 萧珣

唐朝
- 房玄龄
- 薛怀义
- 狄仁杰，追封
- 李岘
- 姚崇
- 陈敬瑄

宋朝
- 赵普

金朝
- 刘麟
- 大㚖，追封

元朝
- 木花里，追封
- 麻察
- 王约
- 高兴，追封
- 何玮，追封
- 赵国宝，追封

明朝
- 赵德胜，追封